# Interleukina 6

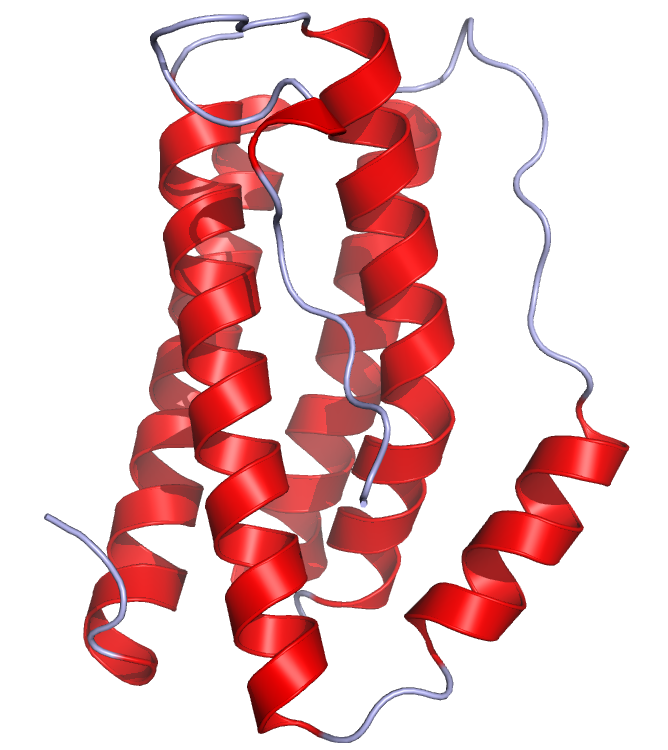
Ludzka IL-6

Interleukina 6 (IL-6) stanowi jedną z najważniejszych i najbardziej wielokierunkowo działających cytokin. Jest wydzielana głównie przez monocyty i makrofagi pod wpływem Interleukiny 1 i innych cytokin prozapalnych. Z jednej strony silnie pobudza procesy zapalne, ale także uczestniczy w zwrotnym hamowaniu wytwarzania TNF. 
Spośród wielu różnych właściwości IL-6, najważniejsze to:
- stymuluje różnicowanie limfocytów B do komórek plazmatycznych
- aktywuje limfocyty T wraz z IL-1
- pobudza krwiotworzenie wykazując synergizm z Interleukiną 3
- jest czynnikiem pirogennym i stymuluje produkcję białek ostrej fazy.

Przeczytaj ostrzeżenie dotyczące informacji medycznych i pokrewnych zamieszczonych w Wikipedii.